# Prezident Abcházie
Prezident Abcházie je hlavou mezinárodně neuznaného státu Abcházie. Funkci lze vykonávat po nejvýše dvě funkční období. Jedno funkční období je pětileté. Funkce prezidenta Abcházie byla zřízena v roce 1994. Před tím vykonával od roku 1992, tedy od vyhlášení nezávislosti na Gruzii, pravomoci hlavy státu předseda abchazského parlamentu. Ještě před tím byl hlavou státu předseda abchazského nejvyššího sovětu, tedy od roku 1990, kdy se Abcházie jednostranně odtrhla od Gruzínské SSR do vyhlášení nezávislosti v roce 1992.
Abchazský prezident bývá volen přímo, hlasy občanů Abcházie (kromě volby prvního prezidenta v roce 1994). Před volbami je každý kandidát povinen zaregistrovat svou kandidaturu u volební komise předložením nominace politickou stranou či jinou zájmovou skupinou podpořenou minimálně 2000 podpisy, prokázat znalost abchazského jazyka a prokázat, že trvale pobýval v Abcházii alespoň po dobu posledních pěti let.
Do současnosti se v Abcházii vystřídalo šest prezidentů, z toho jeden byl dvakrát úřadující dočasnou náhradou pro překonání politické krize.

## Seznam představitelů Abcházie do roku 1994
| # | Hlava státu        | Obrázek | Funkce                     | Vláda od          | Do                 | Strana                       |
| - | ------------------ | ------- | -------------------------- | ----------------- | ------------------ | ---------------------------- |
| 1 | Valerian Kobachija |         | Předseda nejvyššího sovětu | 25. srpna 1990    | 24. prosince 1990  | Komunistická strana Abcházie |
| 2 | Vladislav Ardzinba |         | Předseda nejvyššího sovětu | 24. prosince 1990 | 23. července 1992  | Komunistická strana Abcházie |
| 3 | Vladislav Ardzinba |         | Předseda parlamentu        | 23. července 1992 | 26. listopadu 1994 | Nestraník                    |

## Seznam prezidentů Abcházie
| # | Prezident                                                                              | Obrázek | Ve funkci od                                                      | do                                      | Strana                       | Viceprezidenti                                          | Vláda                     |
| - | -------------------------------------------------------------------------------------- | ------- | ----------------------------------------------------------------- | --------------------------------------- | ---------------------------- | ------------------------------------------------------- | ------------------------- |
| 1 | Vladislav Ardzinba                                                                     |         | 26. listopadu 1994                                                | 12. února 2005                          | Nestraník                    | Valerij Aršba                                           | Vláda Vladislava Ardzinby |
| 2 | Sergej Bagapš                                                                          |         | 12. února 2005                                                    | 29. května 2011 (zemřel)                | Jednotná Abcházie            | Raul Chadžimba (2005–2009) Aleksandr Ankvab (2009–2011) | Vláda Sergeje Bagapše     |
| 3 | Aleksandr Ankvab                                                                       |         | 29. května 2011 do 26. září 2011 úřadující od 26. září 2011 řádně | 1. června 2014 (odstoupil z funkce)     | Aitaira                      | Michail Logva (2011–2013) funkce neobsazena (2013-2014) | Vláda Aleksandra Ankvaba  |
| — | Valerij Bganba (úřadující)                                                             |         | 1. června 2014                                                    | 25. září 2014                           | Nestraník                    | funkce neobsazena                                       | —                         |
| 4 | Raul Chadžimba                                                                         |         | 25. září 2014                                                     | 12. ledna 2020 (odstoupil z funkce)     | Fórum pro Jednotnou Abcházii | Vitalij Gabnija (2014-2018) Aslan Barcic (2019-2020)    | Vláda Raula Chadžimby     |
| — | Valerij Bganba (úřadující)                                                             |         | 13. ledna 2020                                                    | 23. dubna 2020                          | Nestraník                    | funkce neobsazena                                       | —                         |
| 5 | Aslan Bžanija                                                                          |         | 23. dubna 2020                                                    | 19. listopadu 2024 (odstoupil z funkce) | Nestraník                    | Badra Gunba                                             | Vláda Aslana Bžaniji      |
| 6 | Badra Gunba (úřadující z titulu viceprezidenta od 19. listopadu 2024 do 2. dubna 2025) |         | od 2. dubna 2025                                                  |                                         | Nestraník                    | funkce neobsazena                                       |                           |